# 航空运输协定
航空运输协定（又称空运服务协定）是两国（或多国、以及区域实体）签订的協定，允许在两国之间开展国际商业航空运输服务。
这样的双边体系是建立在芝加哥公约以及其相关的多边条约之上的。于1944年12月的签署的芝加哥公约自签订以来一直是国际航空服务的规范基础。这项公约还有着一系列包含航空安全、安全监管、适航性、导航、环境保护等方面的附件。
一般认为最早的航空协定是1913年，德国和法国之间就飞艇服务提供所簽署的双边换文。
而最早的空中运输服务协定之一，是于第二次世界大战后签署的百慕大协定。这项协定由英国和美国在1946年签署。其中的部分要素成为了之后大部分类似协议的模板。但在近几十年来，其中的部分传统条款因应开放天空理念而修改，特别是美国。
原则上，所有的空运服务协定都应该向DAGMAR的国际民航组织注册。但也不是绝对的。
空运服务协定通常是国家间的正式条约（包括谅解备忘录和换约）。但空运服务协定并不是强制性的，虽然很少出现在没有条约的情况下提供国际航空服务。
空运服务协定一般包含航空公司在两国之间飞航的经济权利等，而指定航空公司、航线起点、经停点、飞机型号、相关税费等通常包含在谅解备忘录中。